# راشحة كمثرية
راشحة كمثرية (الاسم العلمي:Percolomonas pyriformis) هي نوع من اللجفاوات تتبع جنس الراشحة من فصيلة .